# فيلكيجا
فيلكيجا (بالإنجليزية: Vilkija) هي منطقة سكنية تقع في ليتوانيا في Kaunas district municipality. يقدر عدد سكانها بـ 2,326 نسمة .

## أعلام
- فيتينيس ليبكفيتشيوس